# شورش‌های ۱۹۹۲ لس‌آنجلس
شورش‌های ۱۹۹۲ لس‌آنجلس (انگلیسی: 1992 Los Angeles riots) به مجموعه شورشها و اعتراض‌های خیابانی همراه با چپاول و آتش‌زنی در شهر لس‌آنجلس آمریکا گفته می‌شود که در سال ۱۹۹۲ میلادی رخ داده است.

## پیش زمینه‌ها و علت‌ها
این اعتراضات در پی انتشار یک نوار ویدئویی از وحشیگری پلیس لس‌آنجلس در سال ۱۹۹۱ که در آن رادنی کینگ را می‌زدند، و برگزاری دادگاه مأموران پلیس و تبرئهٔ آن‌ها شکل گرفت. رادنی کینگ، جوان سیاه‌پوست آمریکایی بود که خودروی خود را به دستور پلیس متوقف نکرده بود. با وجود آنکه اتفاقی که برای رادنی کینگ افتاد، بی‌سابقه نبود و سیاه‌پوستان بسیاری همواره در طول تاریخ آمریکا مورد خشونت پلیس قرار می‌گرفتند؛ اما فیلم‌برداری از این حادثه توسط یکی از ساکنان آن محل، باعث جریحه‌دار شدن احساسات عمومی شد و واکنش‌های جهانی را در پی داشت. پلیس و ارتش برای آرام کردن شورش‌ها شروع به کار کردند. همزمان گروه‌های حقوق‌بشری برای اصلاح قوانین تلاش کردند. در پی این شورش‌ها، ۵۵ نفر کشته و بیش از ۲۵۰۰ نفر زخمی شدند. پس از این شورش‌ها، اصلاحات گوناگونی صورت گرفت تا خشونت پلیس به حداقل برسد.

هنری سیسنروس، معاون وزارت مسکن و توسعهٔ شهری آمریکا که بعد از وقوع نا آرامی‌ها در شهر لس‌آنجلس برای بازدید و مشاهدهٔ وقایع از نزدیک به این شهر رفته بود گفت:
چیزی که دیدم شهری بود که از همه جایش دود بلند می‌شد. بوی سوختن سیم و پلاستیک از همه جا می‌آمد. دود چنان غلیظ بود که جلو نورافکن‌های هلیکوپتری را می‌گرفت که از بالای سر ما در گردش بود. آژیرها هر چند ثانیه یک بار به صدا درمی‌آمدند چون ماشین‌های آتش‌نشانی که با اتوموبیل‌های گشت پلیس بزرگراه کالیفرنیا اسکورت می‌شدند، مدام از آتشی به آتش دیگر در حال حرکت بودند. لس آنجلس در آن سه‌شنبه شب براستی نوعی آخرالزمان شهری را نشان می‌داد که به همه حواس آدمی یورش می‌آورد، مردم با چشمان از حدقه درآمده به دیوانگان تمام عیاری می‌مانستند که فقط از ته دل فریاد می‌کشیدند. 